# Lucasella
Lucasella es un género de foraminífero bentónico normalmente considerado un subgénero de Eostaffella, es decir, Eostaffella (Lucasella), cuyo nombre fue sustituido por el de Gutnicella de la subfamilia Hauraniinae, de la familia Hauraniidae, de la superfamilia Pfenderinoidea, del suborden Orbitolinina y del orden Loftusiida. Su especie tipo era Coskinolina (Meyendorffina) minoricensis. Su rango cronoestratigráfico abarcaba desde el Pliensbachiense (Jurásico inferior) hasta el Calloviense (Jurásico medio).

## Discusión
Clasificaciones previas incluían Lucasella en la subfamilia Dictyoconinae, de la familia Orbitolinidae, de la superfamilia Orbitolinoidea, del suborden Textulariina del orden Textulariida o en el orden Lituolida.

## Clasificación
Lucasella incluía a las siguientes especies:
- Lucasella baschkirka †, también considerado como Meyendorffina (Lucasella) baschkirka †
- Lucasella cavanifera †, también considerado como Meyendorffina (Lucasella) cavanifera †
- Lucasella dubia †, también considerado como Meyendorffina (Lucasella) dubia †
- Lucasella kaempferi †, también considerado como Meyendorffina (Lucasella) kaempferi † y considerado sinónimo posterior de Dictyoconus cayeuxi †
- Lucasella majorcentralis †, también considerado como Meyendorffina (Lucasella) majorcentralis †
- Lucasella minoricensis †, también considerado como Meyendorffina (Lucasella) minoricensis † y aceptado como Gutnicella minoricensis †
- Lucasella mundula †, también considerado como Meyendorffina (Lucasella) mundula †
- Lucasella parva †, también considerado como Meyendorffina (Lucasella) parva †
- Lucasella sulcella †, también considerado como Meyendorffina (Lucasella) sulcella †